# 오투씨앤아이
오투씨앤아이(O2CNI, Inc.)는 대한민국의 원격 지원, 정보 보안 IT 기업이다. 알서포트 기술력을 기반으로 IT서비스와 컨설팅 서비스를 제공하고 있다. 2004년 설립 이래, SK브로드밴드, 삼성전자, SONY 등과 협업 서비스를 제공해 왔다. 2008년부터 독자적인 서비스브랜드인 O2COM, O2CARE, O2KIDS를 론칭하고 이 중 O2KIDS를 교육과학기술부 및 방송통신심의위원회 등에 제공한 적이 있다. 설립 당시 피씨닥터주식회사라는 사명이었으나 2010년 현재의 사명인 오투씨앤아이로 바꾸어 등록했다.

## 주요 서비스 브랜드
| - B인터넷 PC닥터 - B인터넷 PC원스톱 A/S | - 오투컴(O2COM) |

## 소송 및 자회사
이전 협력관계였던 Symantec과 대한민국 법원에 소송에 휘말려 있다.